# El Guayabo, San Marcos
El Guayabo är en ort i Mexiko.   Den ligger i kommunen San Marcos och delstaten Guerrero, i den södra delen av landet, 280 km söder om huvudstaden Mexico City. El Guayabo ligger 354 meter över havet och antalet invånare är 361.
Terrängen runt El Guayabo är kuperad åt nordväst, men åt sydost är den platt. Runt El Guayabo är det ganska glesbefolkat, med 34 invånare per kvadratkilometer. Närmaste större samhälle är San Marcos, 20,0 km söder om El Guayabo. Omgivningarna runt El Guayabo är en mosaik av jordbruksmark och naturlig växtlighet.